# Braulio Antón Ramírez
Braulio Antón Ramírez (Sahagún, 26 de marzo de 1823-1892) fue un jefe de administración civil del Estado en el Ministerio de Fomento, que cursó estudios en la Universidad de Valladolid y se especializó en técnicas agrícolas en lo que hoy se conoce profesionalmente como ingeniero agrícola, además de bibliógrafo.

## Biografía
Desde su puesto en la administración estuvo presente en la redacción de los primeros proyectos técnicos del reinado isabelino para incrementar la escasa producción de la agricultura. Junto a Pascual Asensio y Agustín Pascual, fue corredactor del proyecto que dio nacimiento a la Escuela Central de Agricultura en 1855, de la mano del ministro Manuel Alonso Martínez y que tuvo su sede en la huerta de Aranjuez hasta 1868. En la Escuela se formaron los primeros ingenieros agrónomos, peritos y capataces agrícolas españoles. Dirigió la organización de la primera Exposición de Agricultura que tuvo lugar en 1857 en la Montaña del Príncipe Pío en Madrid, redactando la memoria de la misma. Ingreso en la Real Sociedad Económica Matritense y fue uno de los primeros directores de la Caja de Ahorros y Monte de Piedad de Madrid, puesto que ocupó hasta su fallecimiento.
Además de los trabajos técnicos, la redacción de proyectos y de dirigir el Boletín del Ministerio de Fomento, destaca por haber realizado el primer diccionario de bibliografía agronómica (Diccionario de bibliografía agronómica y de toda clase de escritos relacionados con la agricultura, 1865), premiado en su momento por la Biblioteca Nacional. También publicó algunos relatos menores y novelas, en este caso bajo los seudónimos de Perico entre ellas o Periquito entre ellas. Fue distinguido por el gobierno con la Encomienda de la Orden de Carlos III.

## Obras[1]
- Diccionario de bibliografía agronómica y de toda clase de escritos relacionados con la agricultura. Madrid, Imp. y Est. de M. Rivadeneyra, 1865.[4]
- Ilusiones, 1848.
- De audaces es la fortuna, 1850.